# Alfaro Nery
Alfaro Nery, né le 26 avril 1968, est un ancien arbitre salvadorien de football des années 2000. 

## Carrière
Il a officié dans une compétition majeure : 
- Gold Cup 2003 (2 matchs)